# Microchilus venezuelanus
Microchilus venezuelanus là một loài thực vật có hoa trong họ Lan. Loài này được (Garay & Dunst.) Ormerod mô tả khoa học đầu tiên năm 2002.